# بوابات فاس
بوابات فاس هي دائرة معقدة من الأسوار والبوابات المحيطة بمنطقتي فاس البالي وفاس الجديد، واللتان تشكلان معا مدينة فاس القديمة في المغرب. وتشمل بوابات فاس أيضًا عددًا من القلاع والقصبات والحصون التي بنيت على مدى عدة قرون لحماية المدينة والسيطرة عليها، وتعود البقايا الأثرية لهذه البوابات والتحصينات، والتي ما زالت موجودة حتى اليوم إلى حقب زمنية وتاريخية مختلفة.
تطورت سلسلة الأسوار والبوابات التي أحاطت بمدينة فاس الفديمة بشكل معقد على مر القرون وخضعت لمراحل متعددة من التوسع والتدمير وإعادة الإعمار مما أثر على المخطط المعماري للمدينة في أجزاء مختلفة منها، لذلك تختلف بوابات المدينة بشكل كبير في التصميم والتاريخ، بدءًا من البوابات الدفاعية شديدة التحصين، ووصولا إلى الفتحات البسيطة في الجدران اليوم. كانت الأسوار تشير إلى الحدود المادية والرمزية للمدينة (وأحيانًا أيضًا لتقسيماتها الفرعية)، وهو ما سمح لتلك البوابات بأن تكتسب أهمية اجتماعية أو سياسية إضافية. كانت المقابر الرئيسية بالمدينة تفع خارج البوابات الرئيسية مباشرةً، وبالتحديد خارج باب الفتوح، وباب المحروق، وباب الكيسة.

## الدور التاريخي
كانت لأسوار وبوابات مدينة فاس القديمة وظيفة دفاعية لحماية المدينة من أي هجوم خارجي، وكانت بوابات المدينة عادة ما تُغلق ليلاً؛ فلم يكن باستطاعة المسافرين دخول المدينة في ساعة متأخرة من الليل، كما كانت الأسوار والبوابات تتحكم في دخول وخروج سكان المدينة أنفسهم، فتمنع أي شخص من المغادرة في حال قررت السلطات الحاكمة ذلك. وكان من أهم الوظائف الأخرى لتلك البوابات والأسوار أيضًا التحكم في تدفق البضائع والتأكد من فرض الضرائب عليها على نحو صحيح، وقد ساعد ذلك على ضمان تحصيل الضرائب والعوائد بكفاءة نيابة عن السلطات (مع الأخذ في الاعتبار أن جميع الأسواق المهمة كانت داخل المدينة)، كما تمثلت الوظيفة الأكثر دقة ورسمية لأسوار وبوابات المدينة في تحديد حدود الفضاء الحضري للمدينة والتي تطبق عليها القوانين واللوائح والأحكام السارية داخل المدينة.
تراجعت أهمية أسوار العصور الوسطى جزئيًا كدفاعات عسكرية لصد هجمات الجيوش الأخرى مع ظهور البارود، وعلى الرغم من ذلك فإن معظم أسوار وبوابات المدينة القديمة في فاس ظلت قائمة كما هي دون تغيير على مدار القرون التالية ولم يتم إعادة بنائها أو إعادة تصميمها للحماية من الهجمات المدفعية، ويرجع ذلك جزئيًا إلى أن فاس كانت مدينة داخلية مركزية ونادرًا ما واجهت تهديدات خارجية من جيوش مجهزة بمثل هذه الأسلحة، على عكس المدن الساحلية الأطلسية في المغرب والتي كثيرًا ما تعرضت للتهديد أو الاحتلال من القوات البرتغالية والإسبانية. كانت المرة الوحيدة التي استطاع فيها جيش أجنبي أن يستولي على مدينة فاس عندما احتلها العثمانيون في عام 1554 بمساعدة أحد الناجين من سلالة الوطاسيين، واستمر احتلالهم للمدينة لأقل من عام واحد قبل أن يتمكن السعديون المغاربة من استعادتها. كان السعديون بعد ذلك هم أول من قاموا ببناء الحصون الوحيدة في فاس المصممة لصد الهجمات المدفعية باستخدام البارود، وحتى هذه يبدو أنها كانت تهدف أكثر إلى إحكام سيطرة السعديين على المدينة المتمردة في كثير من الأحيان. على النقيض من ذلك، نادرًا ما كان البدو المحليون أو غيرهم من المغيرين المحتملين من الريف مجهزين بالمدفعية، لذلك كانت الأسوار القديمة الموجودة حول المدينة كافية للدفاع عنها وصد هجماتهم. استمرت الأسوار في لعب وظائفها الإدارية، فاكتسبت بوابات المدينة طابعا رسميا وزخرفيا أكثر منه دفاعيا، واعتبرت في بعض الأحيان بمثابة مداخل ضخمة للمدينة، ويمكن النظر إلى بناء بوابة باب بوجلود المزخرفة التي صممتها الإدارة الاستعمارية الفرنسية بشكل صارم في القرن العشرين باعتبارها نتيجة منطقية لهذا التحول في الغرض من إثامة البوابات حول مدينة فاس.

## طرق البناء

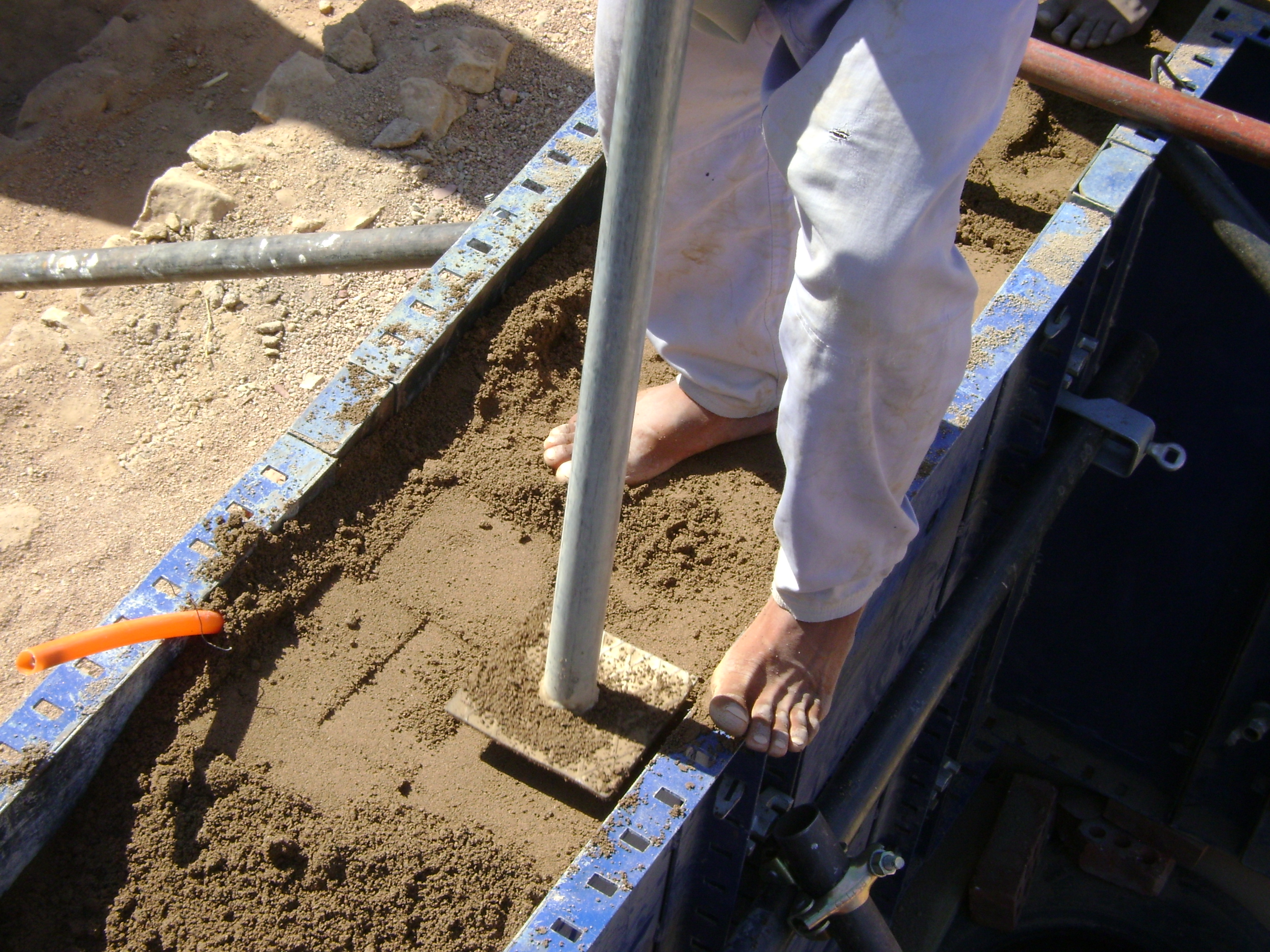
نموذج لأحد أسوار فاس المبنية بنمط الأرض المدكوكة باستخدام المعدن بدلاً من السقالات الخشبية

كان تصميم وبناء أسوار وبوابات مدينة فاس القديمة مشابها تلك الموجودة في مراكش ومعظم المدن التاريخية في المغرب. بنيت الأسوار بشكل عام بنمط الطابية أو الأرض المدكوكة، وهي تقنية بناء قديمة كانت موجودة في جميع أنحاء الشرق الأدنى وأفريقيا وخارجها، وقد استخدم في البناء بشكل عام مواد محلية تميزت بتكلفتها المنخفضة وكفاءتها النسبية، فقد كانت تتكون من الطين الناعم والتربة الصخرية ذات القوام المتفاوت، وعادة ما كانت تخلط بمواد أخرى كالقش أو الجير للمساعدة في الالتصاق، كما أن إضافة الجير جعلت الأسوار أكثر صلابة وأكثر متانة بشكل عام. تفاوتت المكونات مادة البناء محليا بنسبة طفيفة، فبعض المناطق كانت بها تربة تتصلب بشكل جيد من تلقاء نفسها بينما لم تكن تلك التربة موجودة في مناطق أخرى، فعلى سبيل المثال، احتوت أسوار مدن فاس ومكناس المجاورة على ما يصل إلى 47 بالمائة من مادة الجير، على حين كان حوالي 17 بالمائة من مادة بناء أسوار مراكش و12 بالمائة من مادة بناء أسوار الرباط من الجير، ولا تزال هذه التقنية مستخدمة حتى اليوم، على الرغم من أن تكوين ونسبة هذه المواد قد تغيرت، واستمرت في التغير بمرور الوقت بعد أن أصبحت بعض المواد، مثل الطين، أكثر تكلفة نسبيًا من غيرها كالحصى.

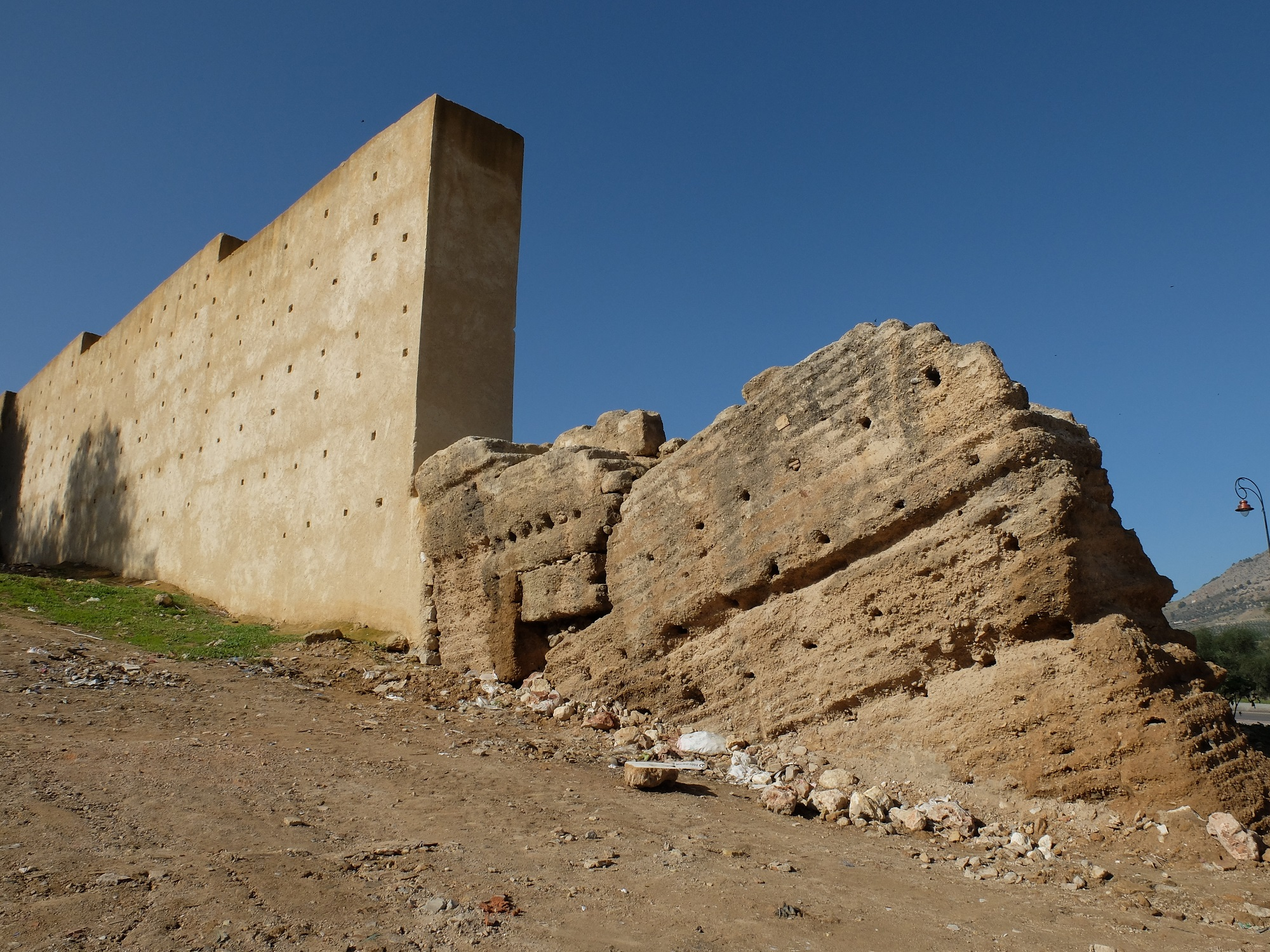
يظهر الجزء المُعاد ترميمه من سور البيزي بالقرب من باب الكيسة، في فاس البالي على حين يظهر الجزء الذي لم يتم ترميمه من السور على جهة اليمين

قام العمال بضغط المواد وتعبئتها في أقسام يتراوح طولها ما بين 50 و70 سم، ثُم تثبيت كل منها معًا بشكل مؤقت بواسطة ألواح خشبية، وبمجرد تسوية المادة، كانوا يقومون بإزالة الروابط الخشبية ثُم تكرار نفس العملية مرة أخرى فوق المستوى المكتمل مسبقًا. كانت السقالات الخشبية غالبًا ما تترك خلال هذه العملية الأولية آثارًا على شكل صفوف متعددة من الثقوب الصغيرة المرئية على وجه السور. في كثير من الحالات، كانت الأسوار تغطى بطبقة من الجير أو الجص أو أي مادة أخرى لكي لمنحها سطحًا أملسًا ونحمي الهيكل الرئيسي بشكل أفضل. يتطلب هذا النوع من البناء صيانة دورية نظرا لأن نفاذية المواد عالية نسبيًا وبمرور الوقت تتآكل بفعل المطر بسهولة أكبر. كانت القصبات وغيرها من الهياكل المصنوعة بتركيبة أقل متانة في أجزاء من المغرب، وخاصة بالقرب من الصحراء، عادة ما تفتقر إلى الجير بحيث يمكن أن تبدأ في الانهيار في أقل من عقدين من الزمن إذا لم يتم ترميمها، وعلى هذا النحو، تظل الهياكل القديمة من هذا النوع سليمة فقط بقدر ما يتم ترميمها بصورة مستمرة. تبدو بعض امتدادات الأسوار اليوم جديدة تمامًا بسبب الصيانة الدورية، بينما انهار بعضها الآخر.

## التاريخ

### في الحقبة المبكرة
اختلف المؤرخون المعاصرون حول التاريخ الدقيق لتأسيس مدينة فاس نظرًا لوجود مصادر تاريخية متضاربة أحيانًا. وعلى الرغم من أن التواريخ تختلف قليلاً وفقًا لتلك المصادر، فإن جميع الروايات التاريخية تتفق على أن إدريس الأول أسس أول مستوطنة حضرية في مدينة فاس على الشاطئ الشرقي لنهر فاس الذي يُعرف حاليا باسم وادي بوخراب، بينما أسس ابنه إدريس الثاني مستوطنة ثانية على الشاطئ الغربي لنهر فاس، كما تتفق المصادر التاريخية على أن هاتين المدينتين المبكرتين كان لهما أسوارهما الخاصة، ومساجدهما ومؤسساتهما المنفصلة، وكانتا متنافسين في كثير من الأحيان. ومع ذلك، فقد كان هذا المركز الحضري بمثابة العاصمة للدولة الإدريسية وظل يُعتبر من المدن الرئيسية في المغرب حتى بعد تراجع نفوذ الإدريسيين.

### في عهد دولة المرابطين والموحدين
في عام 1069، أمر الأمير المرابطي يوسف بن تاشفين بهدم أسوار المدينتين وبناء سور جديد حول المدينتين لتوحيدهما لأول مرة. وعلى الرغم من أن المرابطين اتخذوا عاصمة لهم في مدينة مراكش، فإن فاس كانت واحدة من أهم مدنهم، وقد قاموا ببناء قصبة حصينة (قلعة) في الطرف الشرقي من المدينة، على الأرجح في نفس موقع قصبة بو جلود اللاحقة. وفي عام 1145، حاصر الزعيم الموحدي عبد المؤمن المدينة واحتلها ليطيح بدولة المرابطين. وبسبب المقاومة الشرسة التي لقيها الموحدون من السكان المحليين، هدم الموحدون تحصينات المدينة. ولكن، نظرًا للأهمية الاقتصادية والعسكرية الكبيرة لمدينة فاس، أمر الخليفة الموحدي يعقوب المنصور بإعادة بناء أسوار المدينة. وبالفعل اكتمل بناء الأسوار على يد خليفته محمد الناصر في عام 1204، واتخذت شكلها النهائي الحالي لتحدد محيط مدينة فاس البالي حتى يومنا هذا. تدعي بعض الروايات أن محمد الناصر كان هو من أمر بإعادة بناء أسوار المدينة في عام عام 1212، بعد هزيمته في معركة العقاب في إسبانيا، كما بنيت العديد من البوابات الرئيسية للمدينة. في تلك الأثناء، كانت مدينة فاس قد نمت واتسعت رقعتها، وهو ما جعل محيط الأسوار الموحدية الجديدة أكبر وأكثر اتساعا من أسوار المرابطين السابقة. كانت هذه الأسوار مثل الأسوار المغربية الأخرى مبنية من الأرض المدكوكة بأساسات حجرية تم تدعيمها بأسوار مستطيلة. كما بنى الموحدون قصبة بو جلود في موقع القصبة المرابطية السابقة في الطرف الغربي من المدينة (غرب باب بو جلود اليوم)، كما قاموا ببناء القصبة الأولية التي تشغل موقع القصبة الحالية. في نوار. لم تكن جميع الأراضي الواقعة داخل أسوار المدينة مكتظة بالسكان؛ وكان جزء كبير منها لا يزال مفتوحًا نسبيًا وتشغله المحاصيل والحدائق التي يستخدمها السكان. اليوم، يُعتقد أن الأجزاء الشمالية من أسوار مدينة فاس البالي هي أقدم الأجزاء المتبقية من أسوار فاس، ويُعتقد أنها تعود إلى الفترة الموحدية. كما تحتفظ بوابات المدينة المحصنة مثل باب المحروق وباب الكيسة بأشكالها التي تعود إلى العهد الموحدي.

### في الحقبة المرينية
وفي عام 1248 نجح المرينيون بقيادة أبو يحيى في غزو مدينة فاس وطرد الموحدين منها، ولكن في عام 1250، وبينما كان السلطان خارجًا في حملة عسكرية له، تمرد سكان فاس وتمكن المرينيون في النهاية من استعادة السيطرة على المدينة بعد حصار دام 9 أشهر. ونتيجة تكرار أهالي فاس لإعلان التمرد والمقاومة، قرر السلطان المريني أبو يوسف يعقوب، في عام 1276، بناء مدينة ملكية جديدة تمامًا على أرض مرتفعة تفع إلى الغرب من مدينة فاس القديمة، وهي المدينة التي أصبحت تعرف باسم مدينة فاس الجديد، وتضم القصر الملكي للسلاطين (دار المخزن)، والأحياء الإدارية للدولة، ومقر الجيش.
كان لمدينة فاس الجديد مجموعتها الخاصة من الأسوار والبوابات المحصنة، فكان مدخلها الشمالي الواقع في بداية الطريق المؤدي إلى مدينة مكناس، يحتوي على جسر محصن يعرف حاليا بالمشور القديم، ويمر فوق واد فاس. وقد أقيم هذا الجسر بين بوابتين هما باب السباع الذي يعرف حاليا باسم باب الدكاكين، وباب القنطرة أو باب الواد الذي حل محله الآن باب دار المخزن. أما البوابة الجنوبية للمدينة فكانت تسمى بباب عيون صنهاجة، وهي التي عرفت لاحقا باسم باب السمارين، وأما البوابة الغربية فكانت تسمبى بباب أكدال. تميزت جميع هذه البوابات بتخطيط دفاعي مشابه لتخطيط باب السباع من حيث احتوائها على مدخل منحني وأبراج محيطة. وفي الداخل، قسمت المدينة إلى عدة مناطق مختلفة كان لبعضها أسوار وبوابات تفصلها عن غيرها مثل منطقة دار المخزن، كما وجدت منطقة أخرى عرفت في البداية باسم حمص ثم تحولت لاحقا إلى الملاح اليهودي، وقد أضيفت أيضًا إلى الجنوب من باب السمارين، بين أسوار المدينة الداخلية والخارجية من هذا الجانب.
كان معظم المحيط الخارجي لفاس الجديد محميًا بمجموعة من الأسوار المزدوجة، والتي تتألف من سور داخلي طويل تتخلله أبراج ثقيلة مربعة الشكل مبنية على مسافات منتظمة، وسور خارجي أصغر تتخلله أبراج صغيرة، ولا يزال جزءا أصليا من هذه الأسوار قائما حتى اليوم بين حدائق للا مينا وحدائق أكدال، داخل محيط دار المخزن. على حين يبدو أن السور الخارجي الأصغر على الجانب الشمالي من المدينة قد امتد إلى خارج المدينة ليحيط بحديقة المسورة الشاسعة، وهي حديقة ترفيهية ملكية أنشأها المرينيون في عام 1287، ويساوي حجمها تقريبًا حجم المدينة نفسها. كانت القناة المرتفعة التي توفر المياه لهذه الحديقة تمتد ما بين باب الدكاكين وباب السجمة إلى الشمال، والذي يتكون من برجين ضخمين مثمنين الشكل لا يزالان موجودين حتى اليوم على الرغم من دمجهما لاحقًا في أسوار المشوار الجديد الأحدث بكثير.
كان المحيط الشرقي لفاس الجديد، المواجه لفاس البالي، أكثر تحصينًا، إذ كانت الأسوار الداخلية والخارجية من هذا الجانب متساوية في الحجم، وكان بينها ممر عسكري طويل للسماح بتحركات القوات. فسر بعض المؤرخين التحصين الإضافي على هذا الجانب باعتباره إشارة إلى أن دفاعات المدينة الملكية كانت تهدف إلى حماية المرينيين من سكان فاس القديمة المتمردين بقدر ما كانت تهدف إلى درء الغزاة الخارجيين.
تعود معظم أسوار وبوابات فاس الجديد التي لا تزال قائمة حتى اليوم إلى العصر المريني، وينسب بناءها بشكل عام لأبي يوسف يعقوب المريني، غير أن بعض الأقسام تمت توسعتها على مر السنين، ولاسيما أقسام دار المخزن التي تمت توسعتها عدة مرات لاستيعاب مزيد من الحدائق وملحقات القصر. كما قام المرينيون أيضًا بترميم وإصلاح أسوار فاس البالي، بالإضافة إلى تكريس اهتمامهم لبناء المدارس المرموقة وغيرها من الزخارف في المدينة القديمة، فكان ذروة نفوذ المرينيين بمثابة العصر الذهبي لمدينة فاس.

### في الحقبة السعدية
أدى انحسار نفوذ المرينيين وخلفائهم الوطاسيين إلى دخول مدينة فاس في فترة من الظلام النسبي، إلى أن حاصرها السلطان السعدي محمد الشيخ ونجح في احتلالها في عام 1549 بعد مقاومة باسلة من أهلها. ولكن حوالي عام 1554-1555 حاول أحد المنتمين لسلالة الوطاسيين الباقين على قيد الحياة استعادة السيطرة على مدينة فاس، فاضطر السعديون إلى محاصرة المدينة مرة أخرى إلى أن استعادوا السيطرة عليها. سعت السلطات السعدية بعد استعادة السيطرة على المدينة للانتقام من بعض القادة المحليين، كما عاملت عامة الأهالي بشكل سيئ، مما زاد من عداء السكان للسلالة السعدية، ونتيجة لهذا التوتر المستمر، قام السعديون ببناء عدد من الحصون والمعاقل الجديدة حول المدينة والتي يبدو أنها كانت تهدف إلى إحكام سيطرتهم على المدينة وحمايتها من السكان المحليين. كانت هذه الحصون تقع في الغالب على أرض مرتفعة مطلة على فاس البالي، حيث كان من الممكن بسهولة قصف المدينة بالمدافع، مثل قصبة تمديرت الواقعة داخل أسوار المدينة بالقرب من باب الفتوح، وحصون برج الشمال الواقعة على التلال الشمالية، وبرج الجنوب الواقع على التلال الجنوبية، و برج الشيخ أحمد الواقع في الاتجاه الغربي عند نقطة من أسوار فاس الجديد كانت هي الأقرب إلى مدينة فاس البالي.
بنيت معظم هذه الحصون في أواخر القرن السادس عشر على يد السلطان أحمد المنصور، كما بني معقلين آخرين هما برج الطويل وبرج سيدي بو نافع، على طول أسوار فاس الجديد جنوب برج الشيخ أحمد. يعتبر برج الشمال وبرج الجنوب في مدينة فاس الجديد هي التحصينات الوحيدة في فاس التي أظهر تصميمها تأثرًا واضحًا بنمط البناء الأوروبي، والذي كان برتغاليًا على الأرجح، فقد بني بعضها بمساعدة أسرى الحرب الأوروبيين المسيحيين بعد انتصار السعديين على البرتغاليين في معركة وادي المخازن عام 1578، وقد حدثت لتكون محصنة ضد الهجمات المدفعية في عصر البارود.

### في الحقبة العلوية
بعد أن نجح مولاي رشيد مؤسس الدولة العلوية في الاستيلاء على مدينة فاس في عام 1666 وجعلها عاصمة لدولته، شرع في ترميم المدينة بعد فترة طويلة من الإهمال، فقام ببناء قصبة الشراردة المعروفة أيضًا باسم قصبة الخميس في شمال فاس الجديد والقصر الملكي لإيواء جزء كبير من قواته القبلية، كما قام أيضًا بترميم أو إعادة بناء ما أصبح يعرف بقصبة النوار، والتي أصبحت مسكنًا لأتباعه من منطقة تافيلالت موطن أجداد السلالة العلوية، ولهذا السبب عُرفت القصبة أيضًا باسم قصبة فيلالة أو قصبة أهل تافيلالت.
مرت مدينة فاس بحقبة زمنية مظلمة أخرى عقب وفاة مولاي رشيد، ولكنها بدأت تستعيد قوتها وهيبتها خلال عهد السلطان محمد بن عبد الله ومن خلفوه، إذ واصل العلويون إعادة بناء وترميم الآثار المختلفة، بالإضافة إلى توسعة أراضي القصر الملكي عدة مرات، وكان التغيير الأخير والأكثر أهمية الذي طرأ على تضاريس مدينة فاس قد حدث في عهد مولاي الحسن الأول (1873-1894) الذي ربط أخيرًا فاس الجديد وفاس البالي من خلال بناء ممر مسور بينهما. كان هذا الممر الجديد، بين المدينتين يشتمل على حدائق جديدة وقصور صيفية كان يؤمها أفراد العائلة المالكة والمجتمع الراقي في العاصمة، مثل حدائق جنان سبيل. في تلك الفترة، تغير المخطط الداخلي لمدينة فاس الجديد بما في ذلك القصر الملكي. وفي القرن التاسع عشر، أدى إنشاء حدائق أكدال الواسعة إلى الغرب وإضافة باب بو جات المشور والمشور الجديد إلى الشمال إلى توسيع محيط المدينة وتطلب تحويل نهر واد فاس إلى الشمال أيضًا.

## قائمة بوابات فاس
هذه قائمة ببوابات مدينة فاس المغربية :

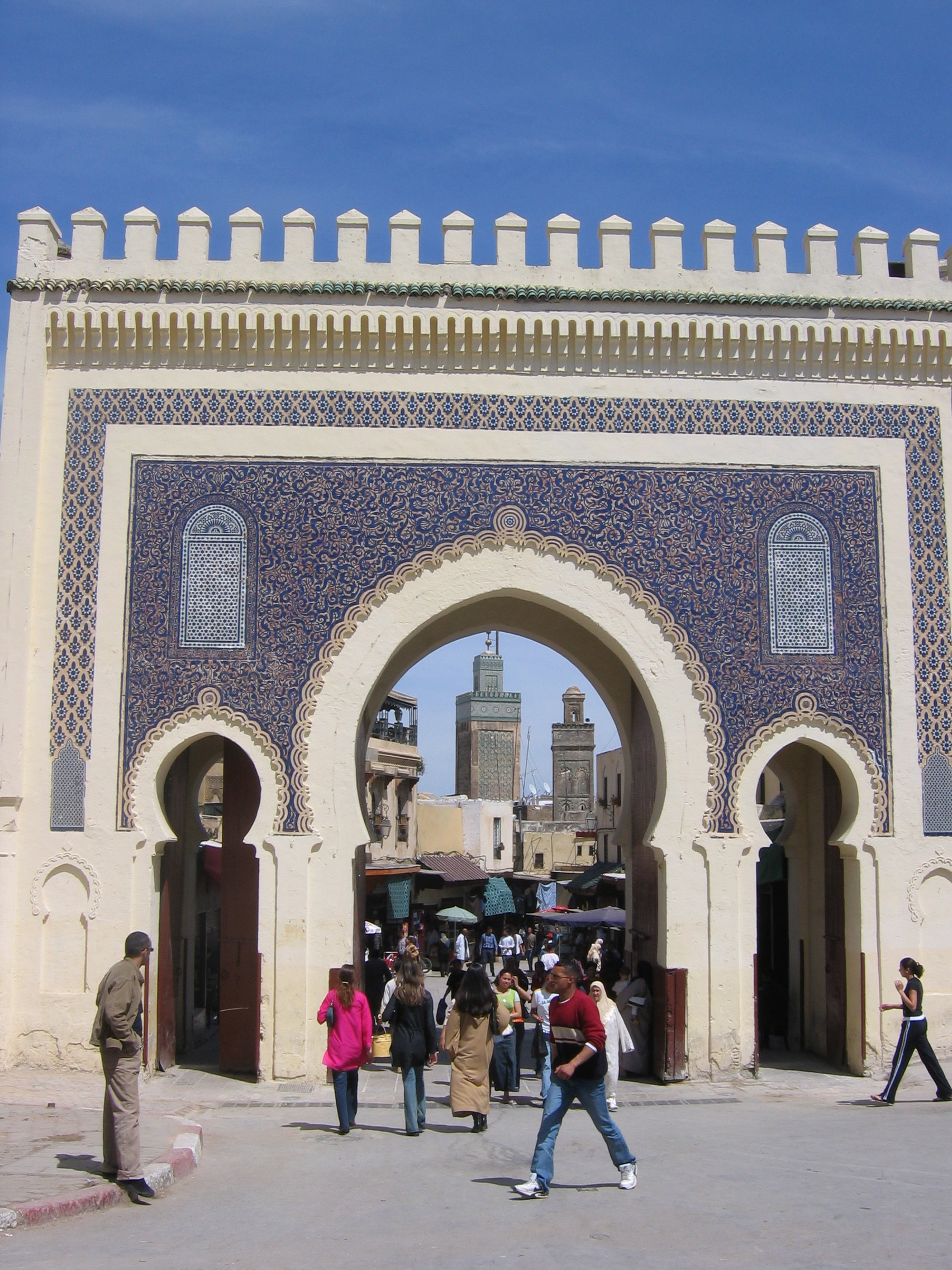
باب أبي الجنود

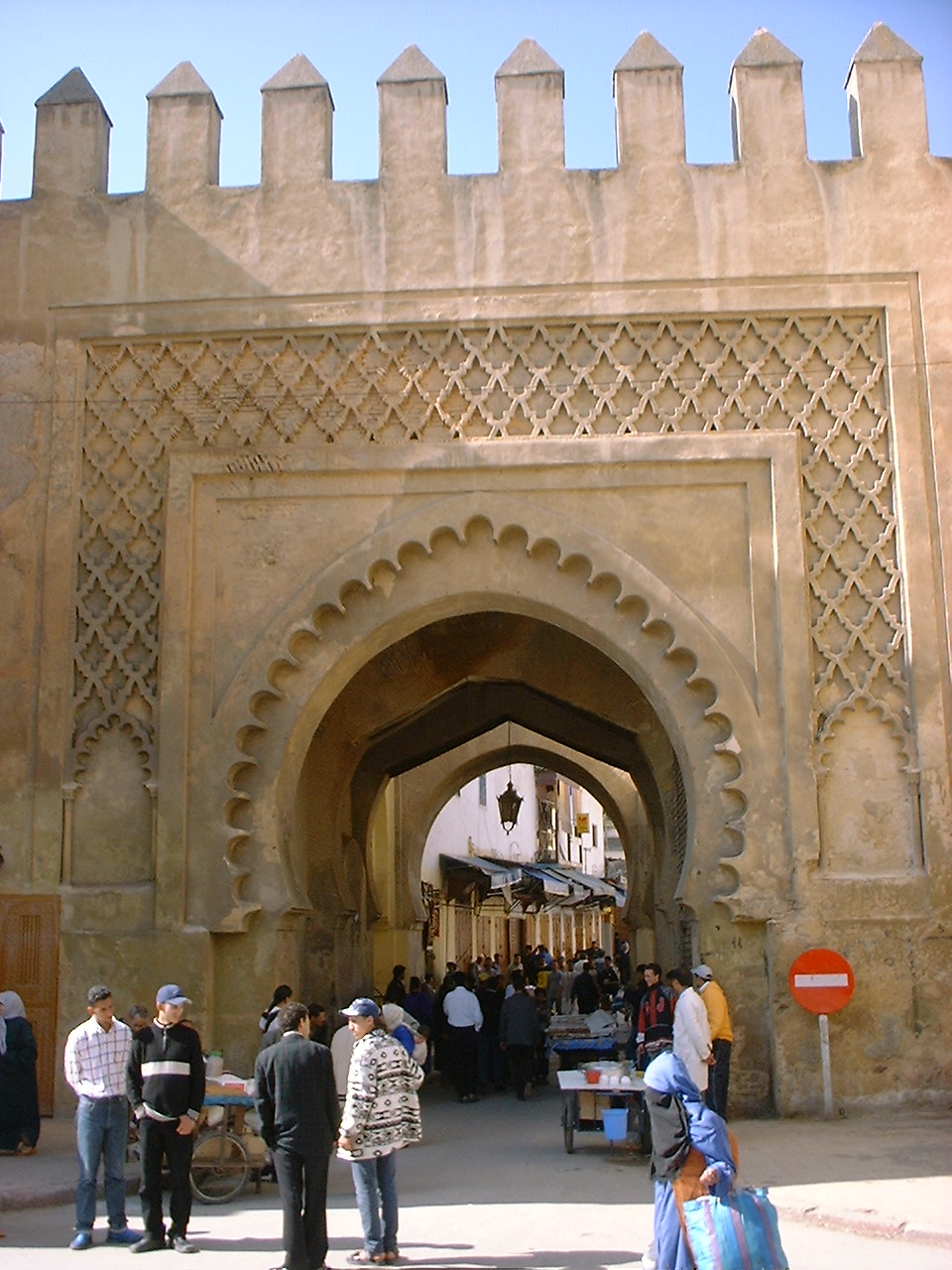
باب السمارين

- باب الفتوح: كان بمثابة البوابة الرئيسية الجنوبية الشرقية لمدينة فاس البالي، والتي يعود تاريخ تشييدها بشكلها الحالي إلى عصر الدولة الموحدية خلال القرن الثاني عشر والثالث عشر الميلادي، ويقع بالقرب منها مقبرة باب الفتوح وقصبة تمديرت.[16]
- باب الحمراء: كانت هذه البوابة تقع على بعد مسافة قصيرة غرب باب الفتوح، ولكنها لم تعد قائمة بحلول القرن السادس عشر، وقد حفظ اسمها من خلال اسم مقبرة باب الحمراء الواقعة داخل أسوار المدينة وغرب باب الفتوح.
- باب الخوخة: يقع هذا الباب في الطرف الشرقي الجنوبي الشرقي لمدينة فاس البالي إلى جهة الشمال الشرقي من باب الفتوح مباشرةً، ومثله مثل باب الحمراء، كان قد اختفى ولم يعد قائما بحلول القرن السادس عشر، ولم يتبق منه سوى اسمه في السجلات الجغرافية في المنطقة.
- باب المحروق: كان بمثابة المدخل الغربي الرئيسي لمدينة فاس البالي، وقد شُيد على الطراز المعماري الموحدي في أوائل القرن الثالث عشر في عهد محمد الناصر، ولا يزال قائمًا حتى اليوم إلى جانب مقبرة باب المحروق وقصبة النور.[17]
- باب بوجلود: كان بمثابة المدخل الغربي الرئيسي لمدينة فاس البالي، ويقع إلى جهة الشرق من باب المحروق، وهو نصب تذكاري مميز لمدينة فاس شيد عام 1913 في بداية الحكم الاستعماري الفرنسي ليحل محل بوابة أقدم كانت تحمل نفس الاسم.[18]
- باب الحديد: يقع هذا الباب في الجزء الجنوبي الغربي من أسوار مدينة فاس البالي. لم تكن الكثير من مباني هذه المنطقة من المدينة القديمة مشيدة قبل القرن العشرين، وكانت تشغلها بشكل أساسي الحدائق والقصور الخاصة بأثرياء مدينة فاس، ونتيجة لذلك، لم تكن هناك طرق رئيسية تؤدي إليها طوال معظم تاريخها.
- باب الدكاكين
- باب المكينة
- باب أبي الجنود
- باب البرجة
- باب السمارين
- باب المڭانة
- باب جبالة
- باب الكيسة: كان بمثابة البوابة الرئيسية الشمالية الشرقية لمدينة فاس البالي، ويعود تاريخ تشييدها بشكلها الحالي إلى عصر الدولة الموحدية ما بين القرن الثاني عشر والقرن الثالث عشر الميلادي، وتحتوي البوابة الضخمة الأصلية، التي لا تزال قائمة حتى اليوم على مدخل منحني الشكل، ولكن لاحقا أضيفت بوابة جانبية صغيرة لتوفير وصول مباشر أسهل، ويقع بجانبها مسجد باب الكيسة.[19]
- باب الجديد: كان هذا الباب يقع في الطرف الجنوبي لمدينة فاس البالي بالقرب من مخرج واد بو خراب، وهو النهر الأوسط الفاصل بين منطقتي القرويين والأندلس. ومثل باب الحديد، لم يكن باب الجديد على مدار تاريخه بوابة رئيسية بسبب الأرض ذات الكثافة السكانية المنخفضة الواقعة خلفه. في الوقت الحالي يشق منطقة البوابة السابقة أحد الطرق الرئيسية الوحيدة التي يمكن للسيارات والحافلات أن تسلكها في وسط المدينة إلى ساحة الرصيف.[20] كان هناك مشروع كبير لإنشاء مواقف إضافية للمدينة المنورة قيد التنفيذ في المنطقة منذ عام 2022، ولكن تأخر إنجاز المشروع لأسباب مختلفة كان من بينها اكتشاف مقبرة قديمة في الموقع أثناء البناء.[21]
- باب سيدي بوجيدة: يمثل بوابة صغيرة لا تزال قائمة حتى اليوم. تقع هذه البوابة في الطرف الشمالي الشرقي من مدينة فاس البالي في منطقة تبرز فيها أسوار المدينة إلى الخارج قليلاً، وكانت بمثابة المدخل الخارجي للمدينة في المنطقة التي كانت معروفة باسم منطقة كيدان. كانت البوابة القديمة الموجودة في تلك المنطقة تسمى في الأصل باب أبي سفيان، وقد حلت محلها بوابة أخرى في وقت لاحق كانت تسمى أيضًا باب بني مسافر.
- باب سيدي العواد
- باب شمس: يقع هذا الباب البسيط في الطرف الغربي لساحة بو جلود وفي الطرف الشرقي من الممر المسور المؤدي من المشور القديم إلى مدينة فاس الجديد.، ومن المحتمل أنه افتتح لأول مرة في أواخر القرن التاسع عشر عندما قام مولاي الحسن الأول ببناء الممر، وقد سمي بهذا الاسم نسبة إلى موقع حامية صغيرة أو حصن قريب يقع إلى الغرب مباشرة، ويسمى بقصبة الشمس. وعلى الرغم من أن البوابة اليوم تتمتع بمظهر تقليدي مدبب على شكل قوس حدوة حصان، فإنها شيدت في القرن التاسع عشر على الطراز الإيطالي الكلاسيكي وكانت تُعرف باسم باب كامبيني، على اسم المهندس المعماري الإيطالي الذي صممها. قام المسؤولون الفرنسيون خلال فترة الحماية الفرنسية في القرن العشرين بإعادة بناءها في وقت لاحق لتصبح بمظهرها الحالي من أجل محو ما اعتبروه تأثيرات أجنبية على العمارة المغربية المحلية.[22]
- باب زيات
- باب الشرفاء: يقع في الطرف الغربي لمدينة فاس البالي. ويعود تاريخ تشييده بشكله الحالي إلى عصر الدولة العلوية.
- باب الأمر
- باب النوايل
- باب دار المخزن
- باب النقبة
- باب السبع
- باب السيكمة
- باب عين أزليطن
- باب الشماعين
- باب مولاي عبدالله
- باب السلسلة

## معرض الصور

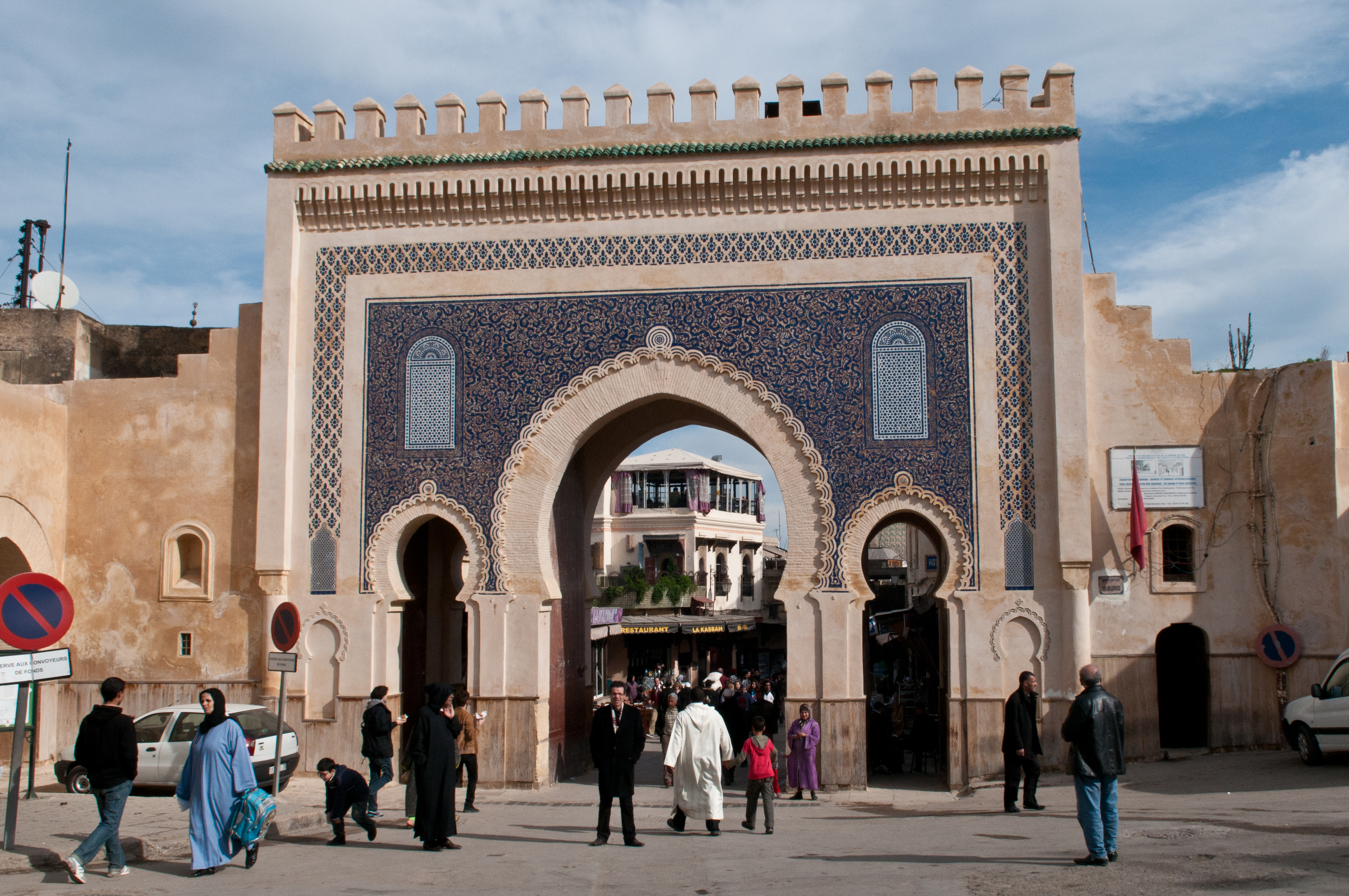
باب بو جلود
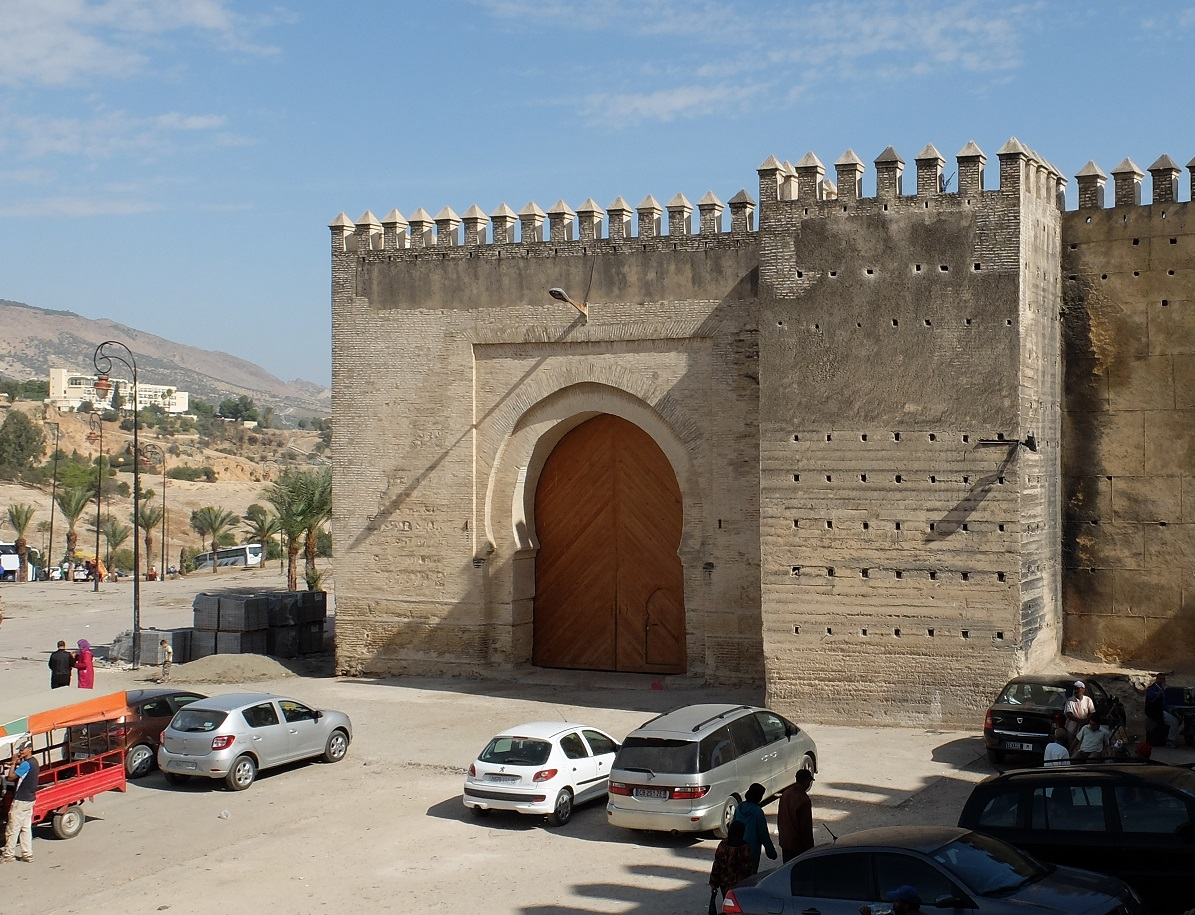
باب المحروق
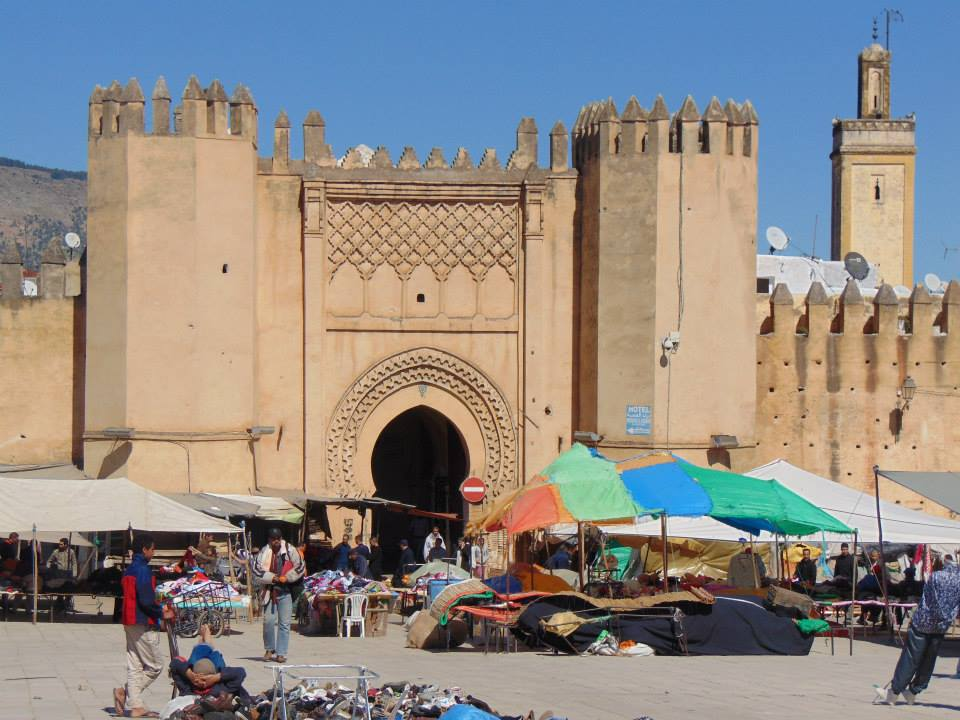
باب الشرفاء
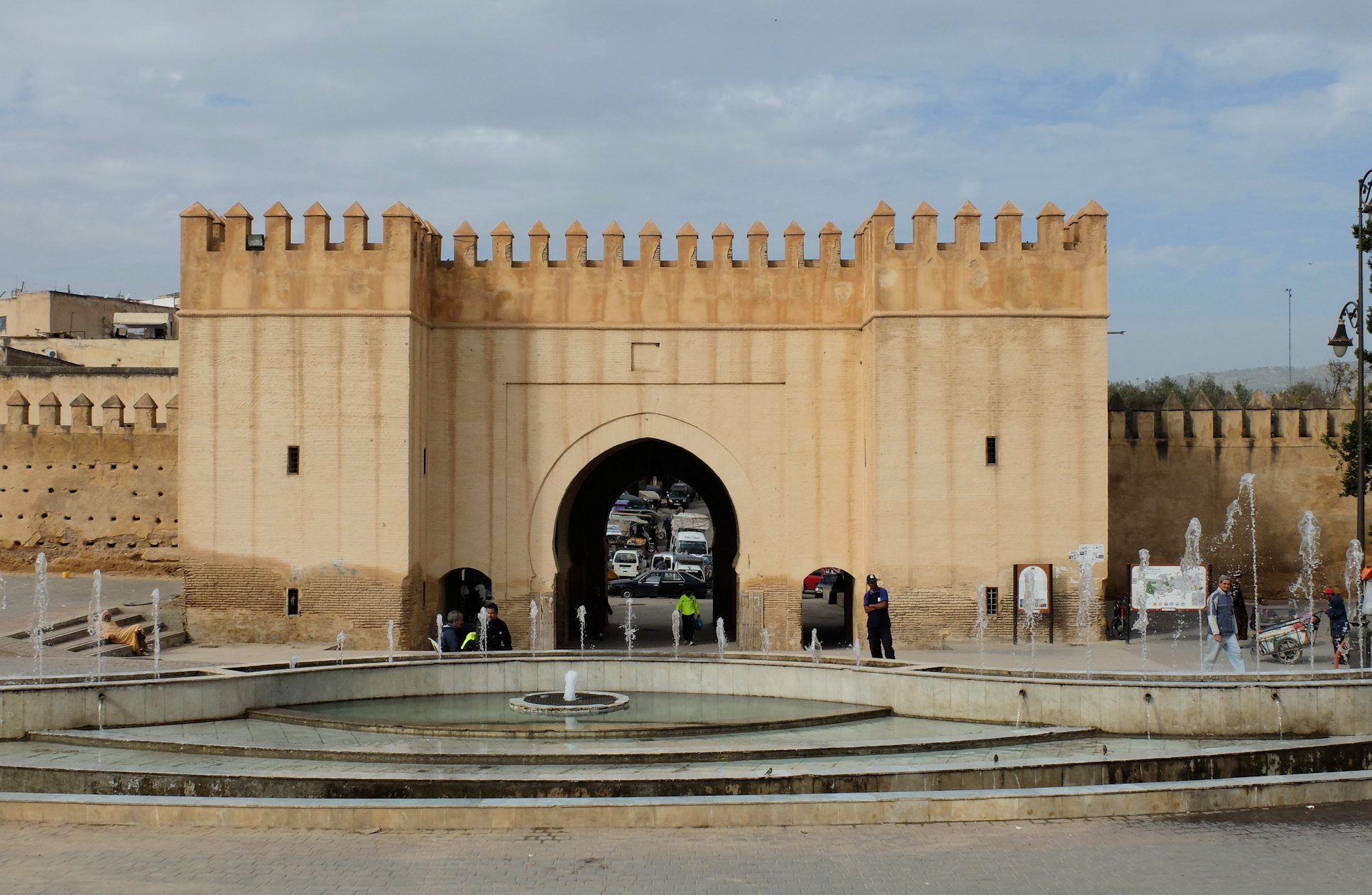
باب الفتوح
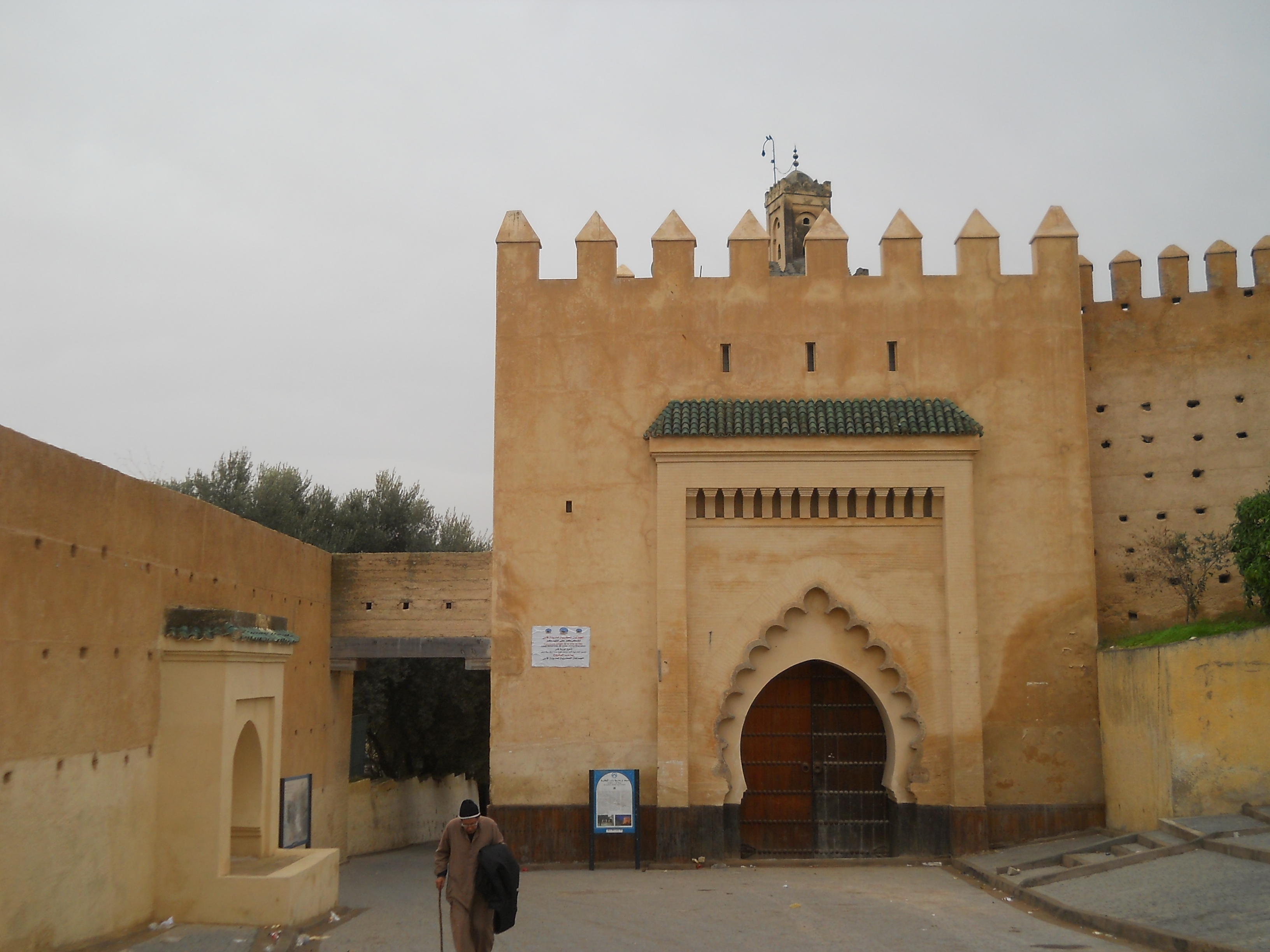
باب الكيسة
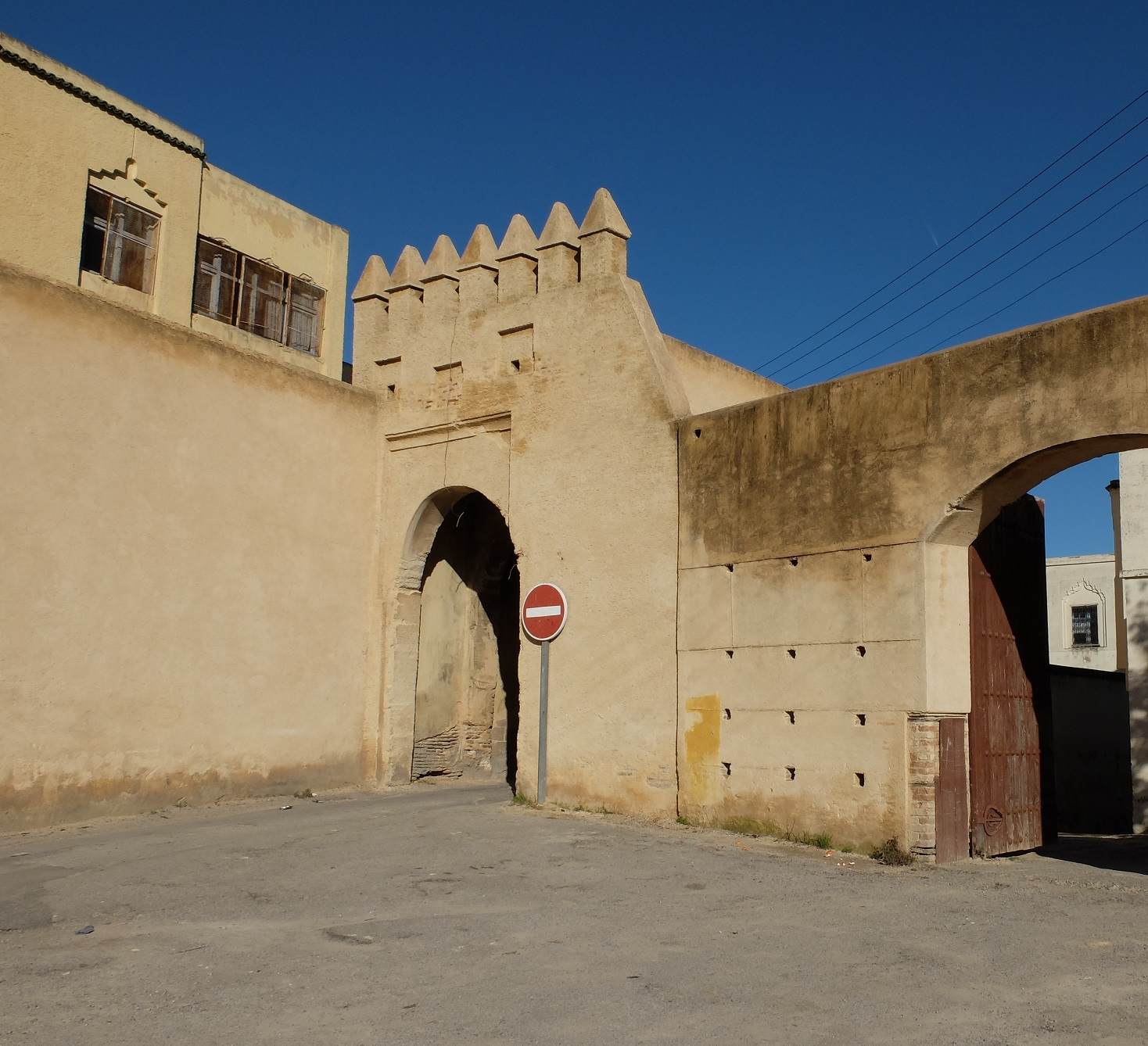
باب الحديد
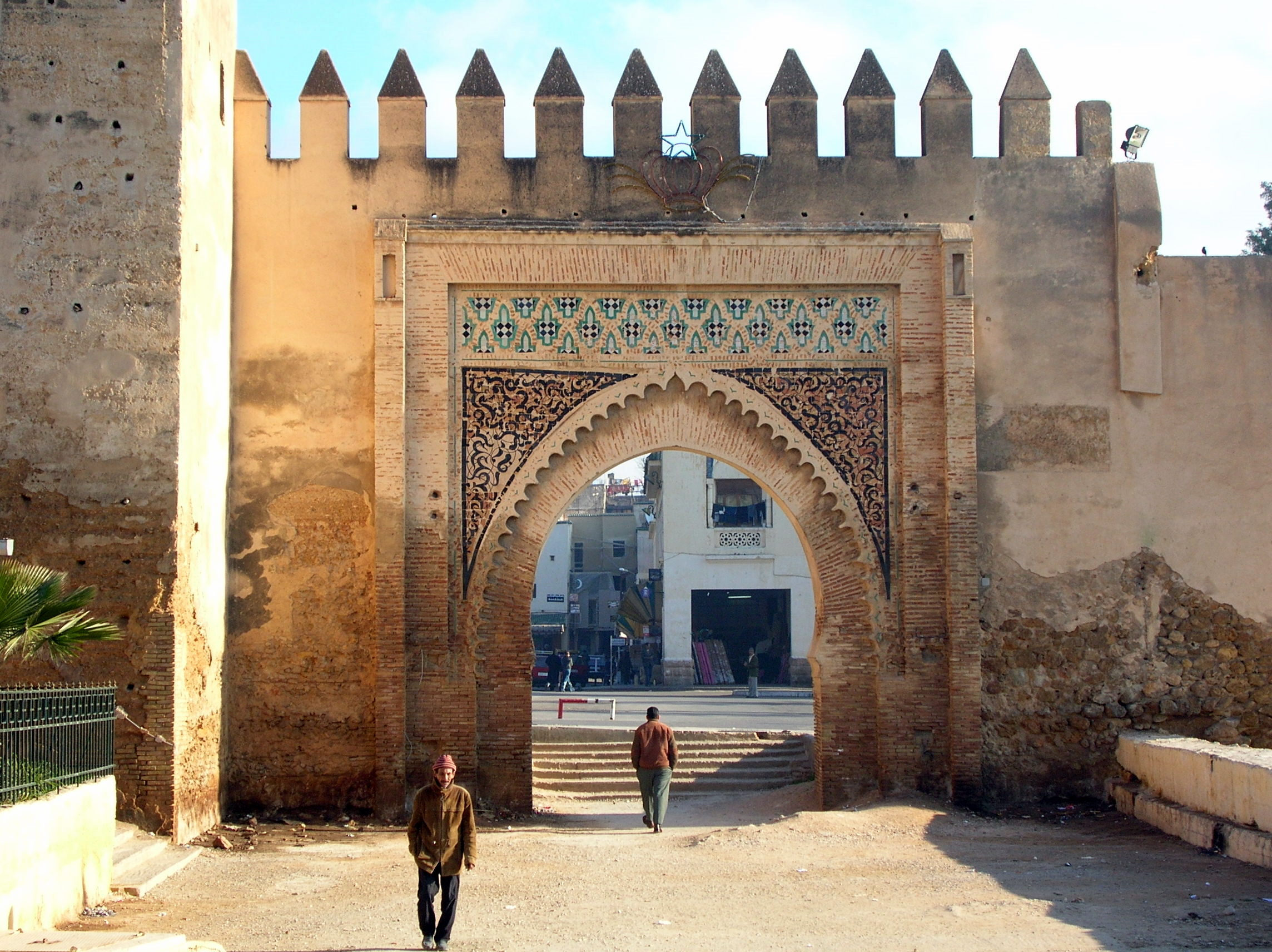
باب الأمر
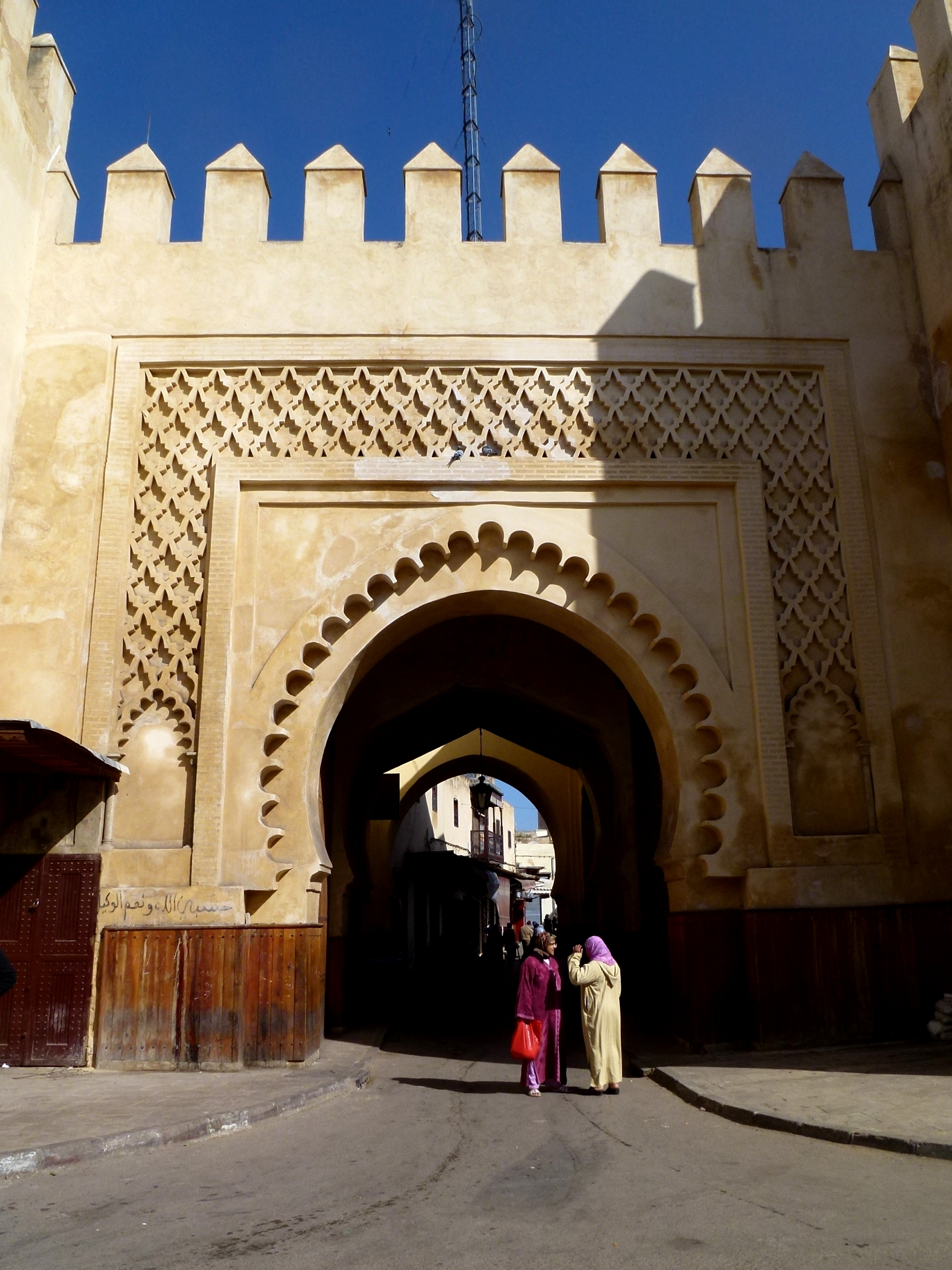
باب السمارين
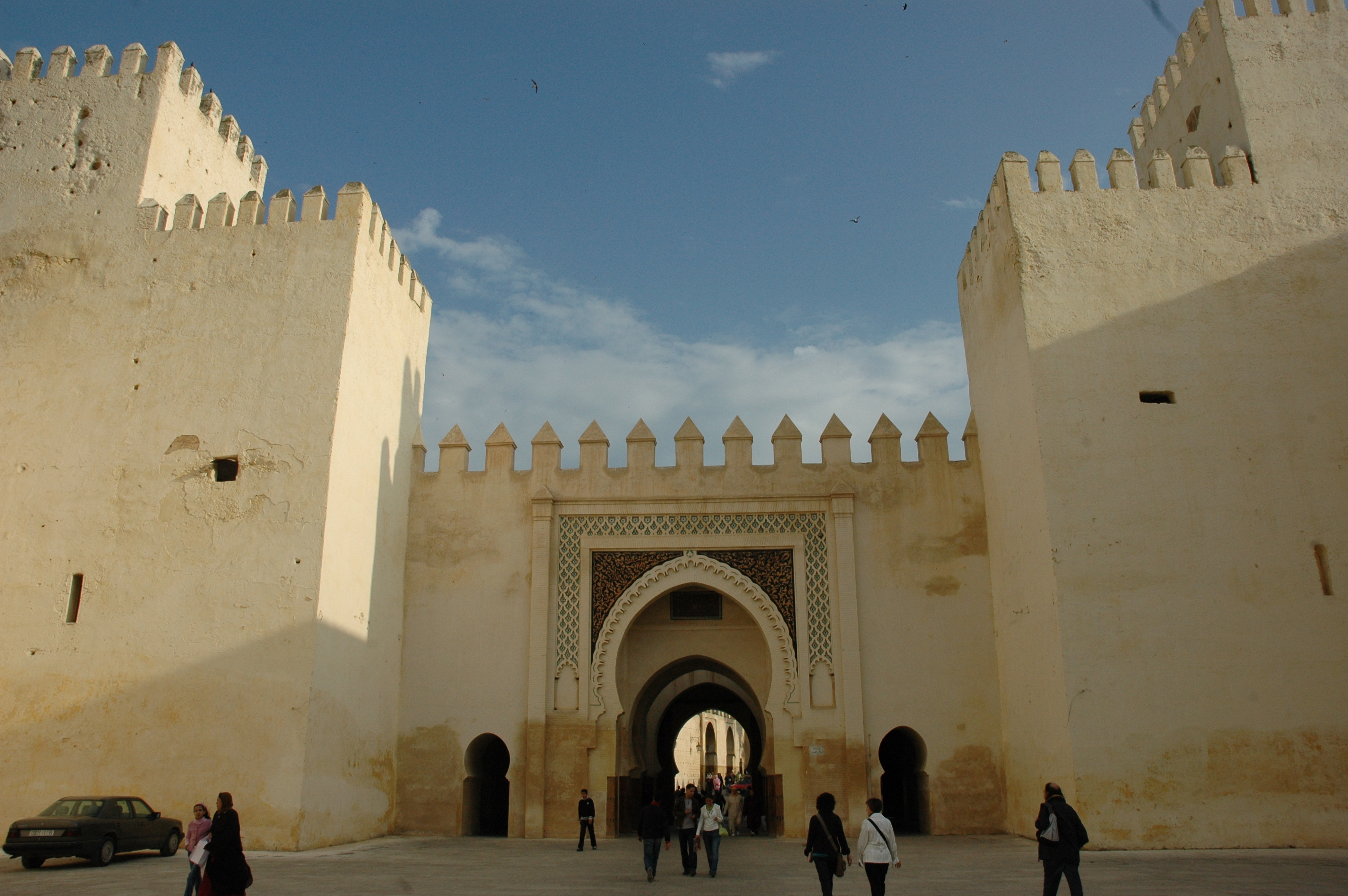
باب الدكاكين
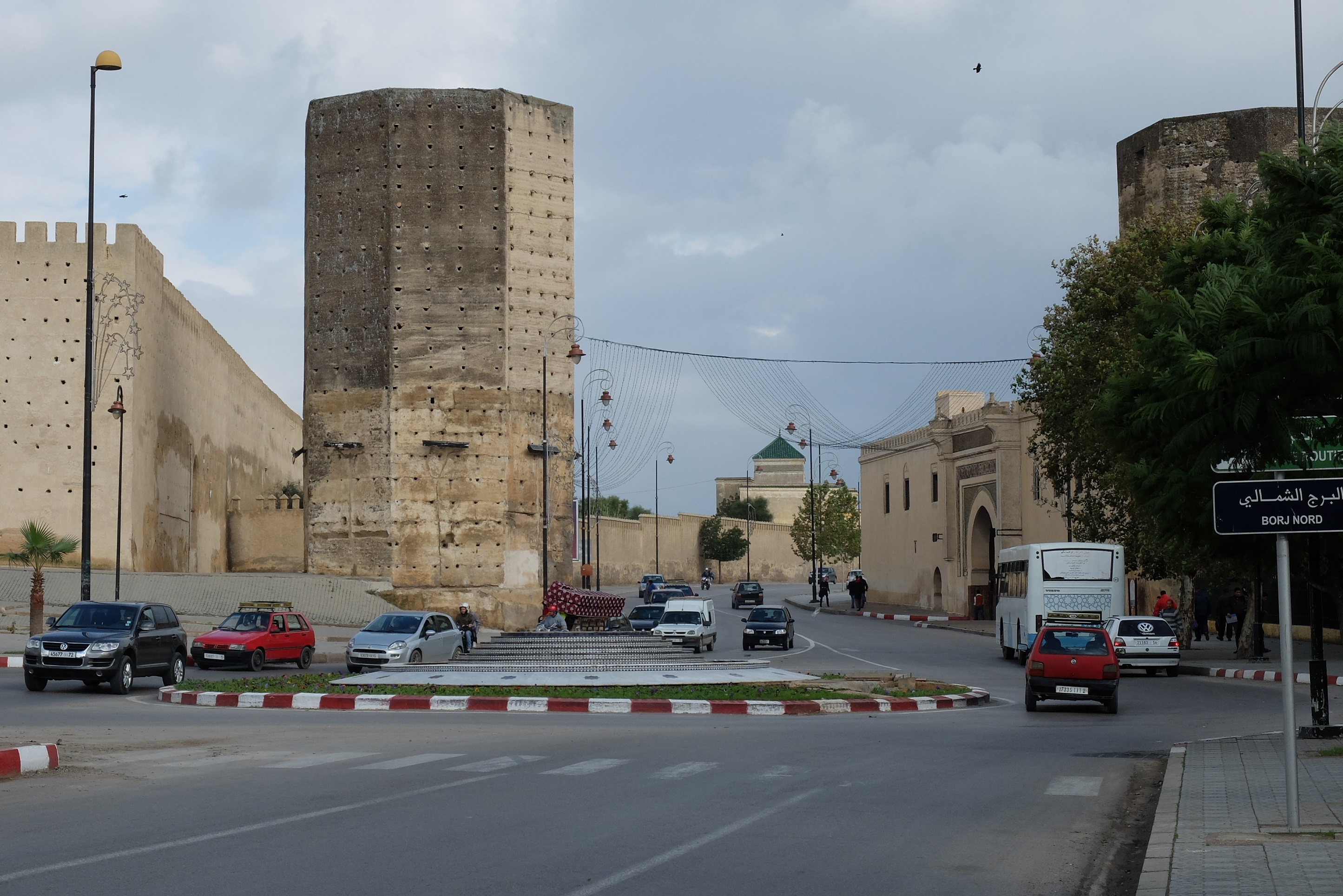
باب السيكمة
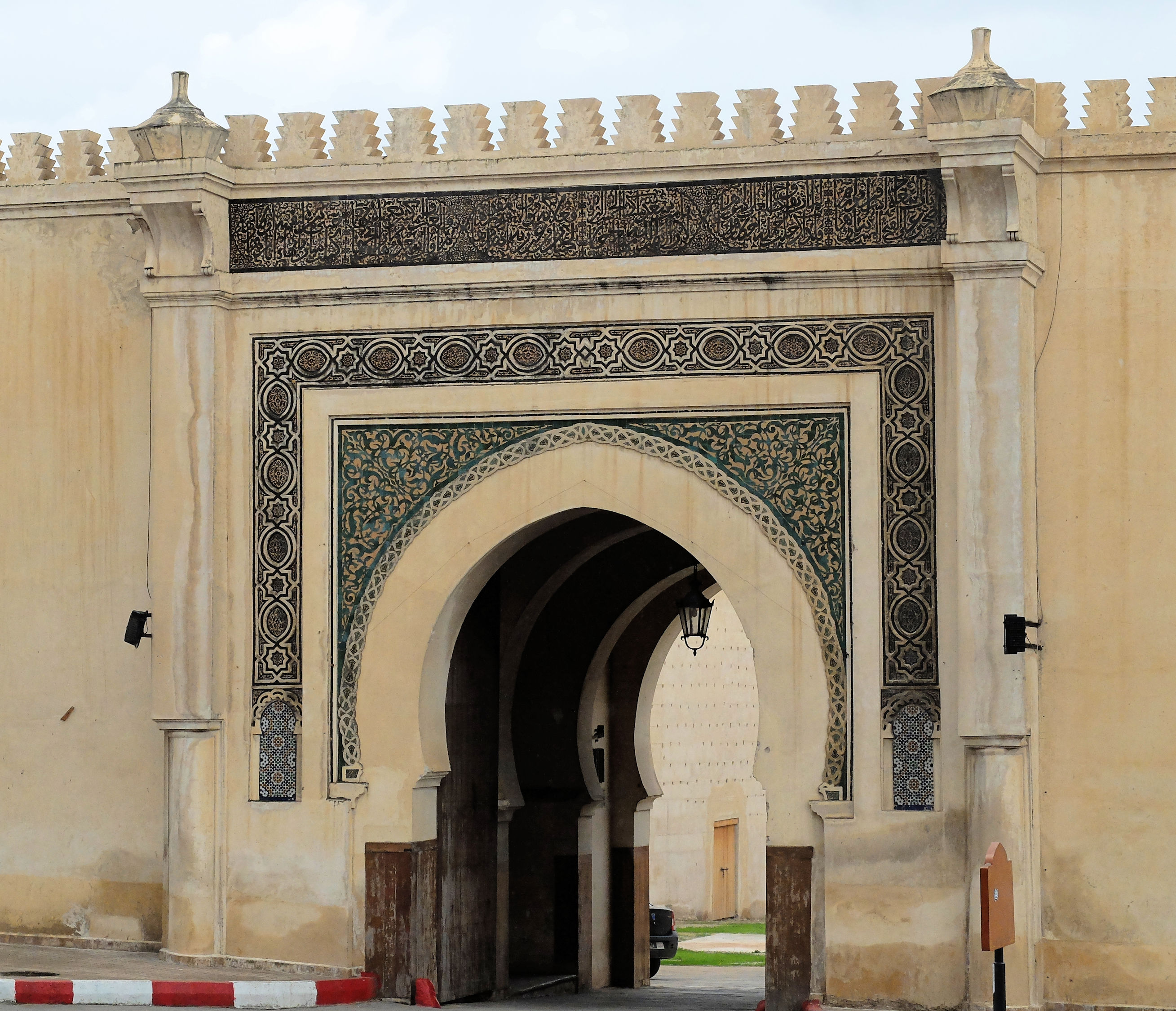
باب كبيبات إزام
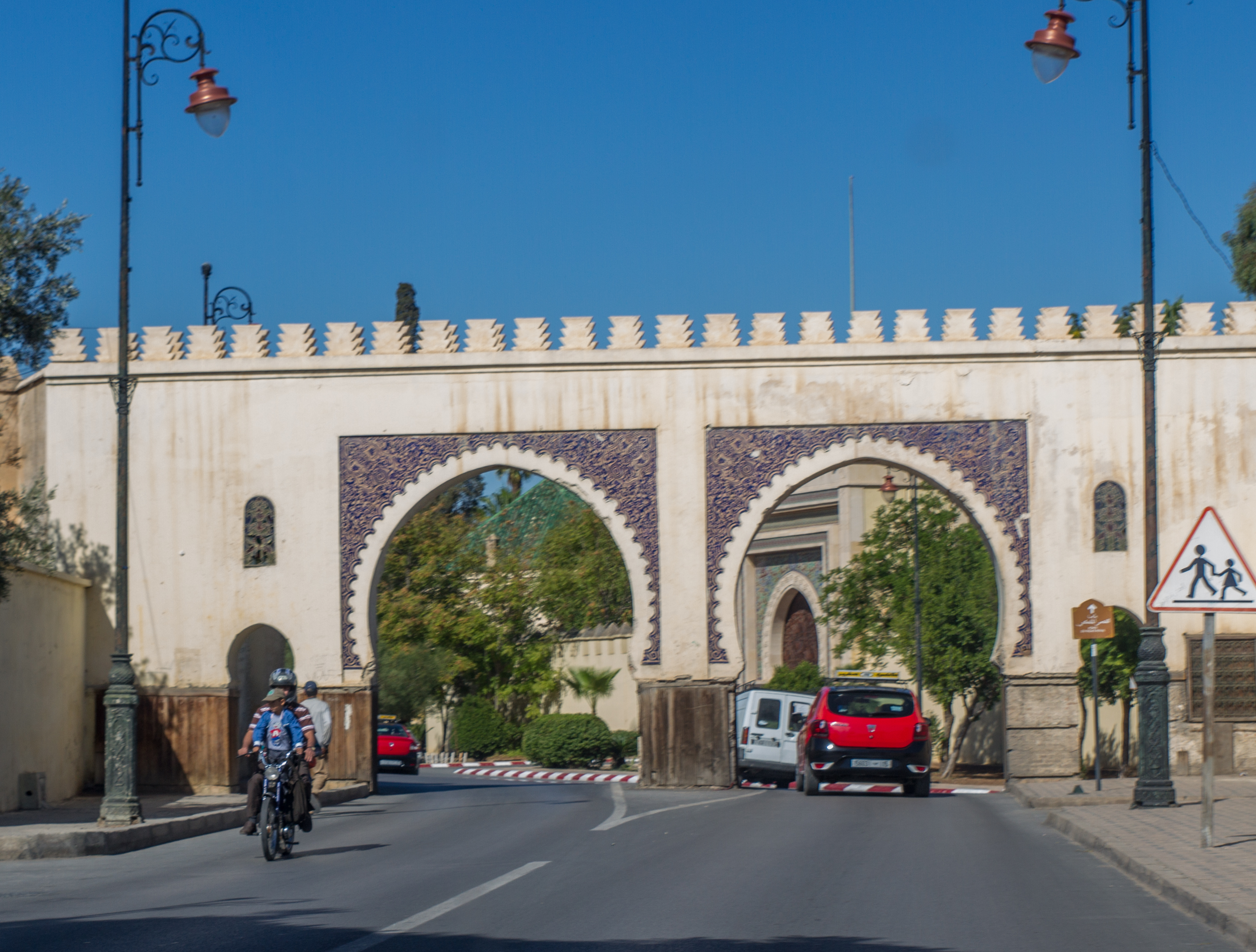
باب الريافة
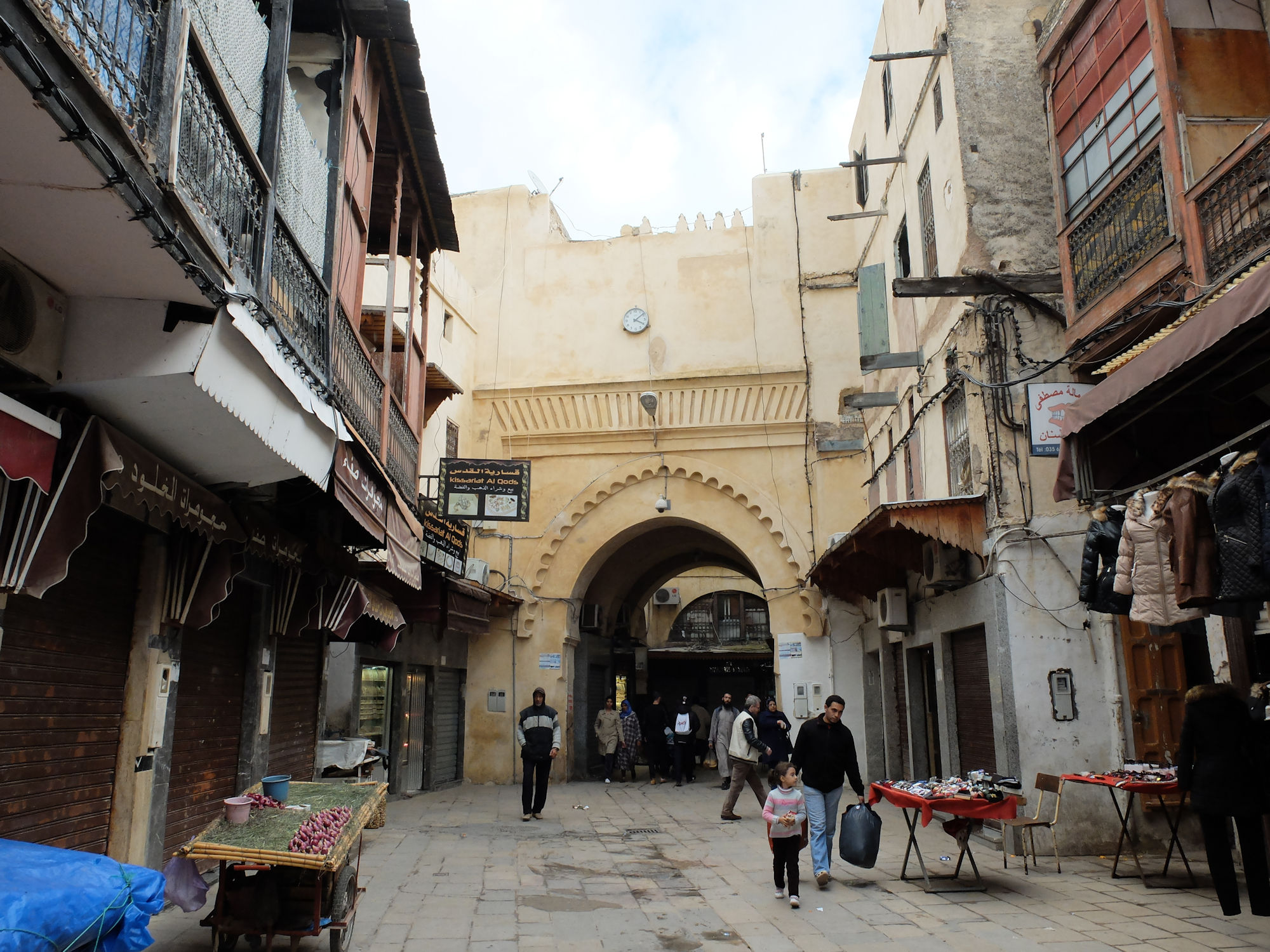
باب الملاح